# Pictet-Gruppe
Die Pictet-Gruppe ist eine Vermögensverwaltung und Privatbank, deren Hauptsitz seit 1805 in Genf angesiedelt ist. Die Gruppe ist eine der führenden Schweizer Privatbanken und eine der ersten unabhängigen Vermögensverwaltungen in Europa.
Pictet wurde 1805 in Genf gegründet und hat seither als Personengesellschaft funktioniert. Während der letzten 220 Jahre gab es lediglich 47 Teilhaber, deren durchschnittliche Zugehörigkeit bei über 21 Jahren liegt. Seit 2013 ist Pictet als Kommanditgesellschaft organisiert. Diese formiert sich aus sieben Teilhabern, die für alle Geschäfte der Gruppe die Verantwortung tragen.
Die Gruppe beschäftigt rund 5500 Mitarbeiter, 900 davon sind Vermögensverwalter. Sie verfügt über ein globales Netzwerk, das sich aus 31 Geschäftsstellen zusammensetzt. Dazu zählen ebenfalls registrierte Banken in Genf, Frankfurt am Main, Nassau, Hongkong und Singapur.

## Geschichte

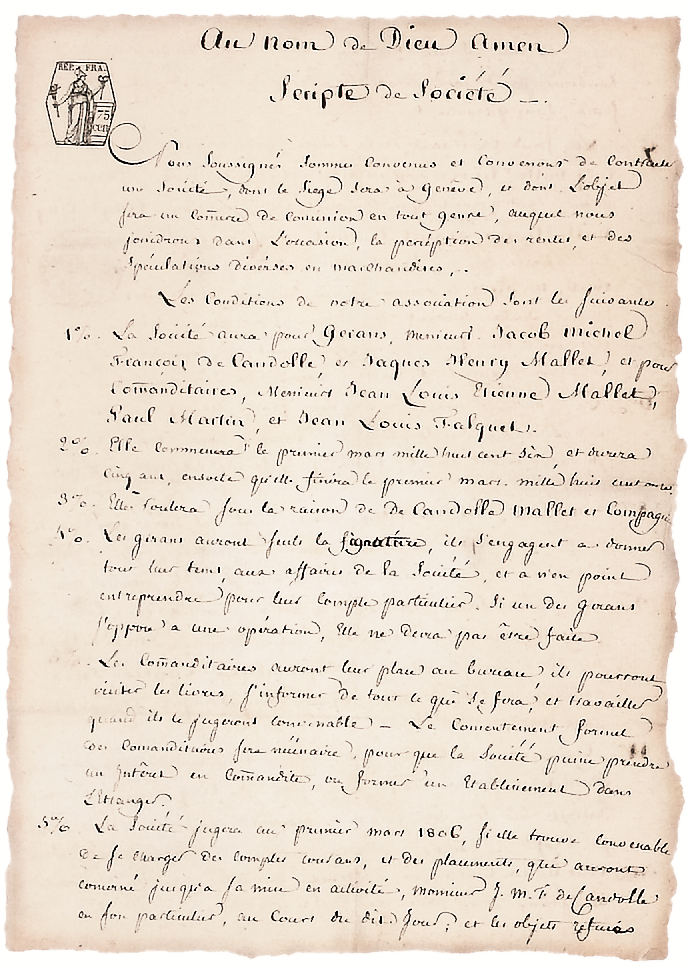
Gründungsurkunde (1805)

Pictets Ursprünge reichen bis zur Gründung der Bank De Candolle Mallet & Cie in Genf am 23. Juli 1805 zurück. Damals unterschrieben Jacob-Michel-François de Candolle und Jacques-Henry Mallet zusammen mit drei anderen Kommanditären die Gründungsurkunde der Personengesellschaft. Das Startkapital betrug 125.000 Genfer Silberpfund. Damals stellte der Warenhandel das Alltagsgeschäft dar, wie für alle Genfer Banken. Bald rückten die Beratung der Kunden in finanziellen und geschäftlichen Belangen sowie die Vermögensverwaltung in den Vordergrund. In den 1830er Jahren bot Pictet ihren Kunden bereits eine breite Palette an Wertschriften, um deren Risiken zu diversifizieren.
Mit dem Tod von de Candolle 1841 trat der Neffe seiner Ehefrau, Edouard Pictet, der Gesellschaft bei. Seither ist der Name Pictet eng mit der Bank verbunden. Zwischen 1890 und 1929 wuchs die Anzahl der Angestellten von 12 auf mehr als 80. Während sich die Familie Pictet, unter anderem Ernest Pictet, seit Mitte des 19. Jahrhunderts ausserordentlich für die Bank engagierte, änderte das Unternehmen seinen Namen erst 1926 zu Pictet & Cie.
Nach einer relativen Stagnation, die durch zwei Weltkriege und die Weltwirtschaftskrise der 1930er Jahre geprägt war, expandierte die Bank ab den 1950er Jahren, als für die westliche Welt eine lange Phase begann, die von Wohlstand und wirtschaftlichem Wachstum geprägt war. In den späten 1960ern begann die Bank mit der institutionellen Vermögensverwaltung, die damals in ihren Anfängen steckte. Inzwischen macht ebendiese ungefähr die Hälfte ihres Anlagevolumens aus. Die erste ihrer derzeit weltweit 28 Geschäftsstellen wurde 1974 in Montreal eröffnet. Die Belegschaft erhöhte sich von 40 Mitarbeitern im Jahre 1950 auf 300 im Jahre 1980.
Pictet fokussierte sich seit jeher auf Vermögensverwaltung. Dabei bietet das Unternehmen für Privatpersonen, Familien und Institutionen weltweit drei Hauptservices: Verwaltung von Privatvermögen, Institutionelle Vermögensverwaltung und Dienstleistungen rund um das Vermögen. Inzwischen ist Pictet die drittgrösste Vermögensverwaltung der Schweiz und eine der grössten europäischen Privatbanken.
2013 wurde Pictet von einer einfachen Personengesellschaft zu einer Kommanditgesellschaft, die als Dachgesellschaft für die globalen Geschäfte der Unternehmensgruppe fungiert. Das Ziel dieser Veränderung war es, der Unternehmensgruppe ihre Geschäfte in internationalem Umfeld zu ermöglichen. Ausserdem erlaubt sie den acht Partnern, die Teilhaber der Gruppe sind, ihre Nachfolgeregelungen beizubehalten, die seit 200 Jahren unverändert sind. Gemäss diesen Regelungen kann der Anteil der jeweiligen Partner nicht an deren Kinder vermacht werden: es handelt sich um einen temporären Status, der mit der Pensionierung endet. Jeder Teilhaber gibt im Abstand von fünf bis zehn Jahren Anteilsscheine an der Gruppe stückweise ab, sodass sich die Gruppe der Teilhaber immer aus Personen dreier Generationen zusammensetzt, die mit den Familien verbunden sind. Auf diese Weise sollen Probleme vermieden werden, die der Generationenwechsel mit sich bringt. 2015 schloss sich die Pictet-Gruppe der Association les Hénokiens an, einer Organisation traditionsreicher Familienunternehmen, deren Mitgliedsfirmen mindestens seit 200 Jahren durchgängig im Mehrheitsbesitz der Gründerfamilie sind und von einem Nachkommen des Gründers geführt werden.
Von Juli 2017 bis August 2021 war der ehemalige Julius Bär-Chef Boris Collardi ein Teilhaber der Pictet-Gruppe.

## Geschäftsbereiche
Das Unternehmen verteilt die Verantwortung für Geschäftsaktivitäten und Schlüsselbereiche, wie beispielsweise der Personalabteilung, der Abteilung für Risikokontrolle und der für rechtliche Angelegenheiten, auf mehrere Teilhaber. Kleine Ausschüsse überwachen die unterschiedlichen Aktivitäten des Unternehmens, so dass nicht ein Teilhaber allein die Verantwortung für einen kompletten Bereich übernimmt. Der Senior Partner der Gruppe (der dienstälteste Teilhaber) hat die Aufsicht über die Bereiche, die im Zusammenhang mit dem Prüfungs-, Risikowesen, HR und der Compliance stehen.

### Wealth Management
Pictet Wealth Management unterstützt bei Kunden bei der Verwaltung von Privatvermögen. Am 31. Dezember 2024 verwaltete Pictet Wealth Management, das weltweit in 22 Geschäftsstellen vertreten ist, Vermögen im Wert von 277 Mrd. CHF und beschäftigte 1227 Vollzeitarbeitskräfte, einschließlich 361 Privatbankiers.
Am 9. Mai 2011 verklagte Irving Picard, Treuhänder für die Liquidierung der Madoff Investment Securities, die Bank in einer Sammelklage auf 156 Millionen US-Dollar Schadenersatz. Laut Picard sei es bei den Investitionen von Bernard Madoff zu Unregelmässigkeiten gekommen und die Banken hätten davon wissen müssen.
Am 26. November 2012 wurde bekannt, dass Pictets Private-Banking-Einheit Gegenstand einer Untersuchung des Justizministeriums der Vereinigten Staaten (DOJ) wegen des Verdachts auf Beihilfe zur Steuerhinterziehung ist. Am 4. Dezember 2023 einigte sich Pictet mit dem DOJ auf einen endgültigen Vergleich zur Beilegung der Untersuchung über Dienstleistungen ihrer Private-Banking-Einheit für in den USA steuerpflichtige Kunden aus den Jahren 2008 bis 2014. Im Rahmen eines auf drei Jahre ausgelegten Deferred Prosecution Agreement stimmte Pictet zu, insgesamt USD 122,9 Millionen (CHF 106,8 Millionen), davon USD 38,9 Millionen (CHF 33,8 Millionen) als Busse, zu bezahlen.

### Asset Management
Pictet Asset Management bietet Vermögensverwaltung für institutionelle Investoren. Es ist weltweit durch 18 Pictet-Geschäftsstellen vertreten und verwaltete am 31. Dezember 2024 ein Vermögen im Wert von 261 Mrd. CHF und beschäftigte 1119 Vollzeitarbeitskräfte, darunter 489 Anlagespezialisten.

### Asset Services
Die Abteilung Pictet Asset Services bietet eine Reihe von Dienstleistungen für Vermögensverwalter, Rentenfonds und Banken. Pictet Asset Services betreibt acht Buchungszentralen, verwahrt Vermögen im Wert von 234 Mrd. CHF und beschäftigt 224 Vollzeitmitarbeiter.

## «Prix Pictet»
2008 lancierte Pictet den Pictet Preis, mit dem fotografische Werke ausgezeichnet werden, die gesellschaftliche Interaktionen und Probleme thematisieren; explizites Motto ist die Nachhaltigkeit. Im ein- bis zweijährigem Zyklus werden ernannte namhafte Fotografen eingeladen, eine Reihe von Bildern zu einem vorgegebenen (abstrakten) Thema einzureichen. Der Gewinner wird von einer unabhängigen Jury gewählt, der David King vorsitzt. Kofi Annan war der Präsident des Prix Pictet ab der Gründung in 2008 bis zu seinem Tod 2018.
Zu jedem Thema gibt es ein gedrucktes Buch, in dem die Bilder der Preisträger und der Kandidaten der Vorauswahl (Shortlist i.a. 12) präsentiert werden. Zusätzlich werden diese Bilder, meist Serien, weltweit in Wanderausstellungen v. a. auf großen Fotomessen oder in Fotomuseen gezeigt; in Deutschland war zuletzt das Thema "fire" im Frühjahr 2023 im Fotografie Forum Frankfurt ausgestellt.
- 2008: Water
- 2010: Earth
- 2012: Growth
- 2014: Power
- 2015: Consumption
- 2016: Disorder
- 2017: Space
- 2019: Hope
- 2021: Fire
- 2023: Human
- 2025: Storm